# Parafia św. Michała Archanioła w Sitce
Parafia św. Michała Archanioła – parafia prawosławna w Sitce. Jedna z pięciu parafii tworzących dekanat Sitka diecezji Alaski Kościoła Prawosławnego w Ameryce.